# Best of Both Worlds: A Tribute to Van Halen
Best of Both Worlds è un album tributo dedicato alla band Van Halen pubblicato nel 2003 ed è il primo, di quelli finora pubblicati, che include anche brani provenienti dagli album solisti dei loro cantanti David Lee Roth e Sammy Hagar.

## Lista tracce e Artisti partecipanti
1. Panama (Jimmy Crespo, Richard Kendrick) (3:22)
2. Shy Boy (Tony Harnell, George Lynch, Jason McMaster) (3:19)
3. Yankee Rose (Enuff Z'nuff) (4:25)
4. Ain't Talkin' Bout Love (Jet Black Joy)
5. Tobacco Road (Corey Craven)
6. Take Your Whiskey Home (American Dog)
7. Mas Tequila (Full Tilt)
8. Why Can't This Be Love (Gravity Pharm)
9. I Can't Drive 55 (Shane Volk)
10. When It's Love (Richard Kendrick)
11. Right Now (5150)
12. There's Only One Way To Rock (Steve Whiteman)